# OGLE-TR-182b
OGLE-TR-182bは地球の319倍、木星よりも質量で1%、半径で13%大きい太陽系外惑星である。地球と太陽の間の距離の20分の1の軌道を4日で公転し、ホットジュピターに分類される。